# Wellenkuppe
La Wellenkuppe (3903 m s.l.m.) è una montagna delle Alpi del Weisshorn e del Cervino nelle Alpi Pennine.

## Descrizione

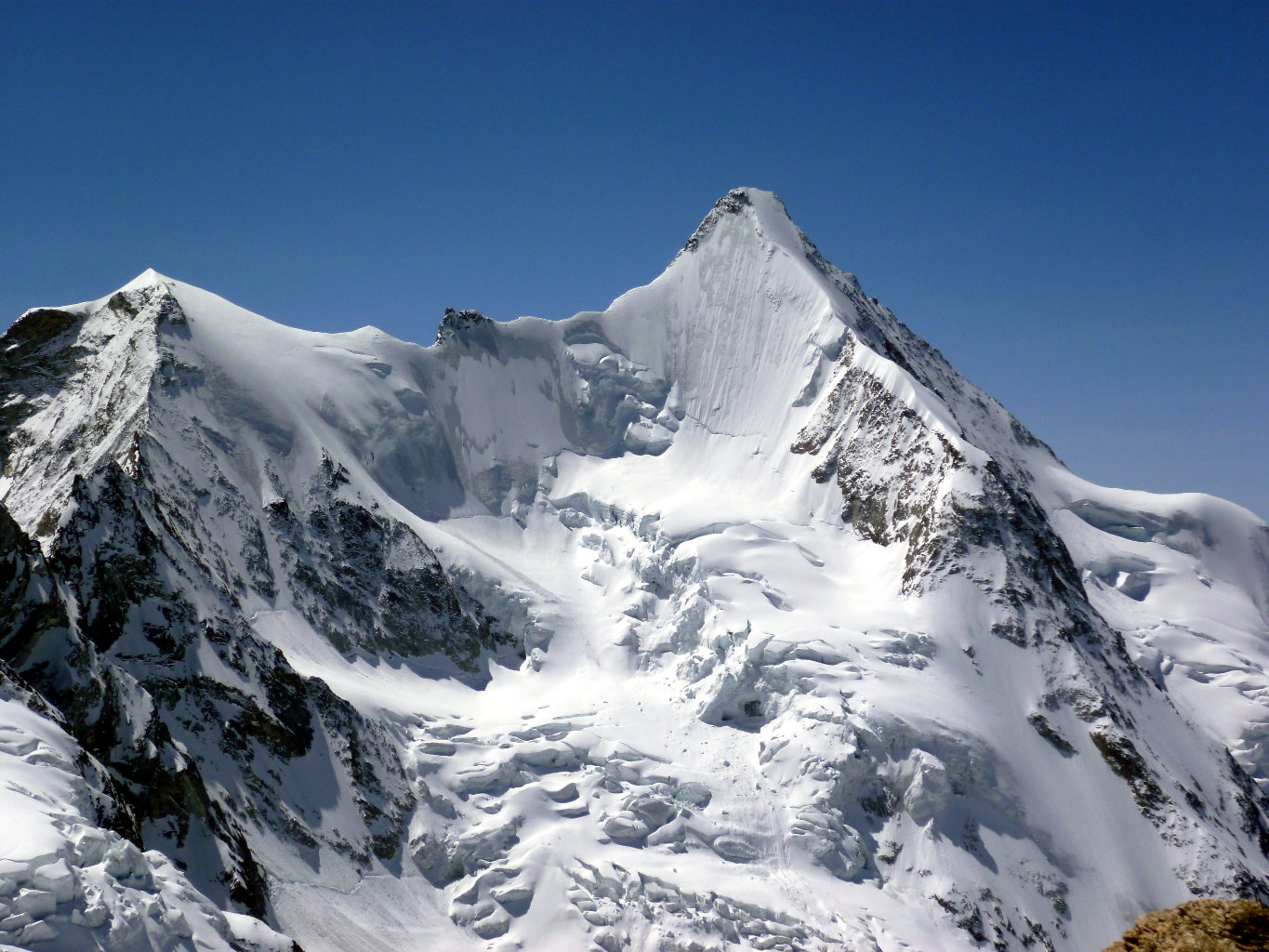
L'Obergabelhorn a destra e il Wellenkuppe a sinistra visti da nord.

Si trova nello svizzero Canton Vallese poco ad oriente del più alto Obergabelhorn.
Dalla vetta si dipartono due creste principali. Una con andamento ovest-sud-ovest la congiunge con l'Obergabelhorn mentre l'altra andando verso nord arriva al Trifthorn.

## Salita alla vetta
La prima salita risale al 1º luglio 1865 ad opera di F. Douglas con le guide P. Inäbnit e P. Taugwalder in un tentativo di salita all'Obergabelhorn.
Si può salire sulla vetta partendo dalla Rothornhütte (3198 m). La via normale all'Obergabelhorn prevede per prima la salita della montagna. La salita alpinistica alla Wellenkuppe è classificata PD. Nel dettaglio dal rifugio si arriva presto sul Triftgletscher e lo si attraversa verso occidente con un ampio semicerchio per evitare i grandi crepacci. Passati sotto il Trifthorn si arriva alla cresta nord-est dellaWellenkuppe che si risale fino alla vetta.